# El Texano Jr.
El Texano Jr. (ur. 31 lipca 1984) – meksykański luchador.

## Mistrzostwa i osiągnięcia
- Asistencia Asesoría y Administración
  - AAA Mega Championship (2 razy)[2]
  - AAA World Trios Championship (1 raz) – z Máscara Año 2000 Jr. i Toscano[3]
  - Copa Antonio Peña (2012)[4][5]
  - Rey de Reyes (2015)[6]
- Consejo Mundial de Lucha Libre
  - Mexican National Trios Championship (1 raz) – z El Sagrado i Máximo
  - NWA World Light Heavyweight Championship (1 raz)
  - NWA World Historic Light Heavyweight Championship (1 raz)
  - G1 Junior Climax (2005)
- CMLL Guadalajara
  - Occidente Tag Team Championship (1 raz) – z El Terrible[7]
- Pro Wrestling Illustrated
  - 48. miejsce w PWI 500 w 2013 roku[8]